# Cella del Tasso
La cella del Tasso è una ricostruzione fatta su basi filologiche e studi approfonditi della cella dove venne rinchiuso Torquato Tasso e si trova nei sotterranei degli edifici dell'ex-Ospedale Sant'Anna di Ferrara (dismesso negli anni trenta). 

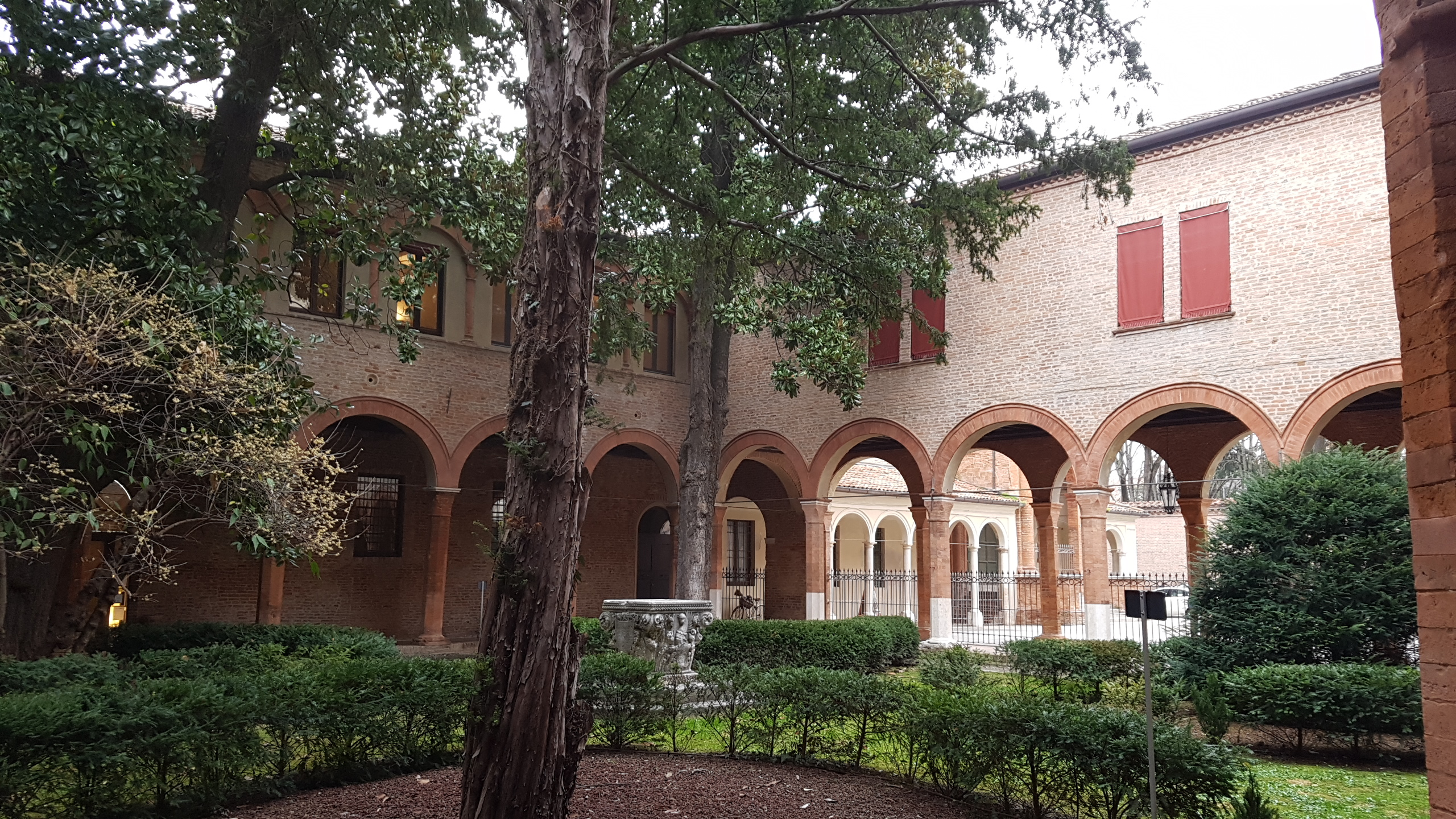
chiostro Sant'Anna Ferrara

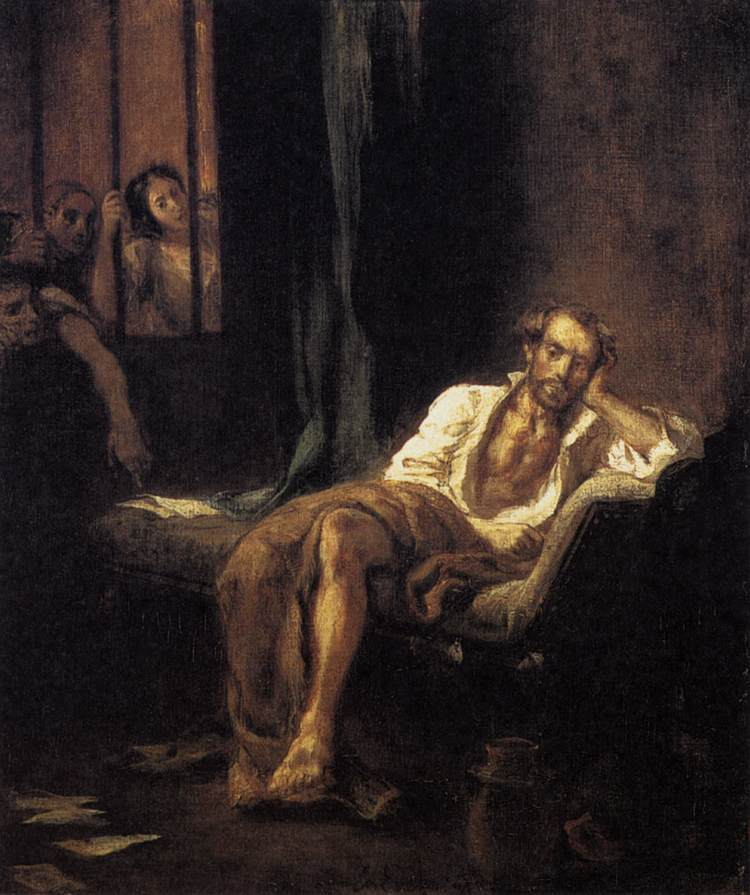
Tasso nell'Ospedale di Sant'Anna a Ferrara di Eugène Delacroix

## Storia
L'Ospedale Sant'Anna venne edificato nel 1445 di fronte alla Porta dei Leoni del Castello Estense e lì vi rimase fino agli inizi del XX sec. Costruito per volere del Vescovo di Ferrara nel 1445, nel 1927 la sede fu spostata più ad est, all'inizio di Corso della Giovecca (poco distante dalla Prospettiva e dalle mura) e nel 2012 nella frazione di Cona.
Il poeta vi rimase rinchiuso per volere del Duca di Ferrara Alfonso II d'Este dal 1579 al 1586 per aver inveito contro la corte ducale nell'occasione delle nozze del duca in uno scatto d'ira. Alfonso II in realtà non fu così crudele come molti lo descrissero, specialmente nell'epoca romantica, ma cercò in questo modo di difenderlo dall'inquisizione e concesse al Tasso i cibi forniti direttamente dalle cucine ducali e il permesso di avere fitti rapporti epistolari.
Venne rinchiuso nella parte dedicata ai malati di mente che era stata inaugurata un paio di anni prima.

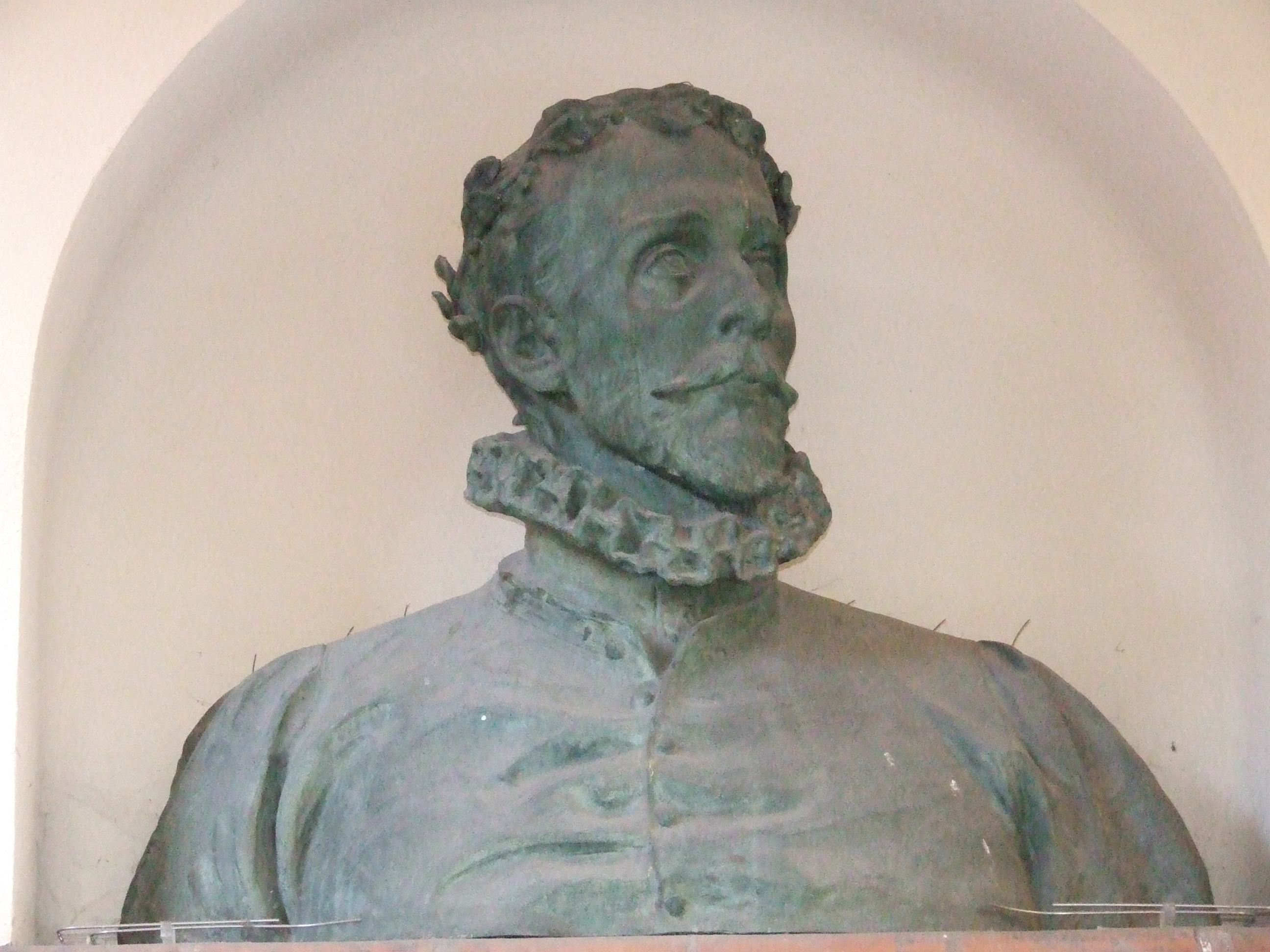
'Statua sovrastante l'entrata della cella a Ferrara'

Dopo la caduta del Ducato di Ferrara il luogo venne dimenticato e la cella venne probabilmente usata come deposito o magazzino. Solo nel '700 avvenne una riscoperta del luogo per l'interesse di intellettuali di ogni parte dell'Europa. Quelli che giungevano a Ferrara per visitare i luoghi legati a Tasso e ad Ariosto (come per esempio la casa dell'Ariosto o la sua tomba) riportarono l'attenzione sul sito. Goethe che giunse a Ferrara nel 1786 arrivò a negare la vera ubicazione della cella del Tasso probabilmente per il disinteresse che la gente locale portava per il luogo. 
Lord Byron invece, nel 1817 si fece rinchiudere nella cella dove molto probabilmente compose Il Lamento del Tasso. Anche Percy Bysshe Shelley nel 1818 e Samuel Rogers nel 1825 visitarono la Cella. Stendhal nel 1828 rese omaggio alla memoria dello sventurato poeta.
Successivamente sull'ospedale Sant'Anna venne edificato il conservatorio Girolamo Frescobaldi sfruttando il piano interrato. La cella originaria è andata perduta poiché durante l'addizione novecentista sul posto venne creata via Boldini, ma se ne è ricavata una simile nelle parti rimanenti dei sotterranei, nelle fondamenta del conservatorio.
La cella ricostruita, recentemente restaurata, non è sempre accessibile alle visite e si trova presso l'ingresso dell'antico chiostro dell'ospedale, sotto la scala d'entrata dell'auditorium, chiuso al pubblico, del conservatorio. Ospita un busto del Poeta, ricavato dall'originale modellato nel 1895 dallo scultore Ettore Ximenes all'epoca in possesso del Comune di Sorrento. La copia fu ricevuta dal Comune di Ferrara nel 1954, su richiesta di partecipazione al Comune campano in occasione delle celebrazioni per il IV Centenario della nascita del Tasso, slittate di una decina d'anni a causa della Seconda guerra mondiale.